# Hotsumi Ozaki
Hotsumi Ozaki (尾崎 秀実 Ozaki Hotsumi?, Shirakawa, 29 de abril de 1901 - Tokio, 7 de noviembre de 1944) fue un periodista japonés que llegó a ser asesor del primer ministro japonés Fumimaro Konoe. Persona de ideas marxistas, llegó a servir como informante del espía soviético Richard Sorge. Tras ser detenido, juzgado y condenado a muerte, sería ejecutado por traición.

## Biografía
Ozaki nació en la prefectura de Gifu, en el seno de una familia de ascendencia Samurái. Pasó su infancia en la isla de Formosa, que entonces era un territorio bajo administración japonesa. Su etapa en Formosa dejó en Ozaki un profundo respeto y afección por la cultura china; recibió una educación bilingüe, con una formación fuertemente influida por los clásicos de la literatura japonesa y china. Regresó a Japón en 1922 y se matriculó en estudios de derecho por la Universidad Imperial de Tokio. Profundamente afectado por las medidas represivas del gobierno nipón tras el terremoto de Kantō de 1923, adoptó posiciones cercanas al marxismo. Abandonaría sus estudios en 1925, tras después de verse involucrado en actividades del Partido Comunista de Japón. En 1926 pasó a trabajar para el periódico Asahi Shimbun, donde escribió varios artículos sobre los líderes soviéticos Vladimir Lenin y Iósif Stalin. Al año siguiente fue transferido al diario Mainichi Shimbun de Osaka.
En noviembre de 1928 fue destinado a la metrópolis china de Shanghái. Ozaki, que llegó a China creyendo que el movimiento nacionalista chino tenía un carácter principalmente antibritánico, quedó muy sorprendido cuando en una manifestación escuchó gritos contrarios a Japón. En Shanghái pronto entró en contacto con miembros del Partido Comunista de China (PCCh), la periodista norteamericana Agnes Smedley, así como varios miembros de la dirección del Comintern en Shanghái. Smedley, a su vez, le presentaría a Richard Sorge en 1930; Sorge era un espía soviético que actuaba bajo la tapadera de un corresponsal alemán. Ozaki regresó a Japón en 1932.
Sorge también se trasladaría a Japón algún tiempo después. En 1934 se reunió con Ozaki en los templos de Nara, acordando este colaborar con Sorge y enviarle toda información relevante que cayera en sus manos. Ozaki sería de hecho el miembro más importante de la red Sorge. Conocido en Japón por haber publicado varios libros y artículos sobre China, pronto se le consideró un experto en las relaciones sino-japonesas. En 1937 pasó a formar parte del Shōwa Kenkyūkai, un «think tank» establecido por el primer ministro japonés Fumimaro Konoe. Acabaría convirtiéndose en un asesor del propio Konoe, lo que le permitió acceder a numerosa información.
En 1941, en plena Segunda Guerra Mundial, Ozaki informó a Sorge de que Japón no tenía ninguna intención de atacar a la Unión Soviética. Esta información fue de crucial importancia, ya que permitió a los soviéticos retirar numerosas fuerzas desplegadas en Siberia y poder concentrarlas frente a las fuerzas alemanas. En octubre de 1941 fue detenido por las autoridades japonesas debido a su implicación en la red de espionaje de Sorge, siendo encarcelado en la prisión de Sugamo. Sería juzgado y condenado a muerte. Fue ahorcado la mañana del 7 de noviembre de 1944, unos minutos antes que Richard Sorge.
Tras el final de la contienda, Hotsumi Ozaki pasó a ser visto como un mártir.